# Psychotria fimbriatifolia
Psychotria fimbriatifolia är en måreväxtart som beskrevs av Ronald D'Oyley Good. Psychotria fimbriatifolia ingår i släktet Psychotria och familjen måreväxter. Inga underarter finns listade i Catalogue of Life.